# Elon More
Elon More (hebrejsky אֵלוֹן מוֹרֶה, v oficiálním přepisu do angličtiny Elon More, přepisováno též Elon Moreh, podle stejnojmenné biblické lokality zmiňované v knize Genesis (verš 12,6: „Abram prošel zemí až k místu Šekemu, až k božišti Móre“) je izraelská osada a vesnice typu společná osada (jišuv kehilati) na Západním břehu Jordánu v distriktu Judea a Samaří a v Oblastní radě Šomron (Samařsko).

## Geografie
Nachází se v nadmořské výšce 635 metrů na východním svahu hory Kabir, která leží v centrální hornaté části Samařska, cca 5 kilometrů severovýchodně od města Nábulus, cca 50 kilometrů severoseverovýchodně od historického jádra Jeruzalému a cca 55 kilometrů severovýchodně od centra Tel Avivu.
Obec je napojena na dopravní síť Západního břehu Jordánu lokální silnicí číslo 5554, která obchází sousední palestinské vesnice Deir al-Hatab a Salim.

## Dějiny
Obec Elon More byla založena roku 1979, podle jiného zdroje roku 1980 jako výsledek osidlovací aktivity nacionalistického sdružení Guš Emunim, které se v polovině 70. let opakovaně neúspěšně snažilo o založení trvalé izraelské osady v centrální části Samařska. V roce 1975 se tisíce stoupenců Guš Emunim sešly na místě biblického Samaří. Tehdejší izraelská vláda se rozhodla ustoupit a dovolila aktivistům, aby založili osadu Kedumim. V roce 1979 povolila izraelská vláda Menachema Begina založení další osady, a to jižně od Nábulusu. Nejvyšší soud Státu Izrael ale toto rozhodnutí zvrátil, protože dotčená lokalita ležela na půdě v majetku místních Arabů a nebylo možné ji využít k civilním účelům. V roce 1980 proto Beginova vláda nechala osadu jižně od Nábulusu odstranit (později ovšem i zdejší pozemky vykoupili Izraelci a založili tam osadu Itamar) a osadníkům vyhradila náhradní místo, severovýchodně od města, na státních pozemcích, kde v únoru 1980 během svátků Tu bi-švat vznikla vesnice Elon More. Šlo o první izraelskou osadu v severní části Samařska.
Osada disponuje základní školou a ješivou nazvanou Birkat Josef, v které jsou zapsány stovky židovských studentů. Na okraji nedalekého arabského města Nábulus se nachází Josefova hrobka s hrobem patriarchy Josefa, u které vznikla roku 1982 ješiva Od Josef Chaj. Během druhé intifády byly ješiva i hrobka vyrabovány. Ve vesnici Elon Moreh funguje šest synagog. Je zde lékařská a zubní klinika, poštovní úřad, supermarket a několik dalších obchodů. Dále sportovní centrum, veřejná knihovna, domov pro seniory a průmyslová zóna.
Elon More patří mezi izolované izraelské osady na Západním břehu Jordánu. Obec nebyla počátkem 21. století zahrnuta do Izraelské bezpečnostní bariéry. Během druhé intifády v březnu 2002 pronikl do osady palestinský útočník a zastřelil čtyři místní obyvatele. K útoku se přihlásilo hnutí Hamas.

## Demografie
Mezi obyvateli Elon More převažují stoupenci náboženského sionismu. Podle údajů z roku 2014 tvořili naprostou většinu obyvatel Židé (včetně statistické kategorie "ostatní", která zahrnuje nearabské obyvatele židovského původu ale bez formální příslušnosti k židovskému náboženství).
Jde o menší obec vesnického typu (ale ve své kategorii představuje spíše lidnatější sídlo). Během 90. let 20. století až do počátku 21. století počet obyvatel stagnoval, od roku 2003 zaznamenává setrvalý populační růst. K 31. prosinci 2014 zde žilo 1773 lidí. Během roku 2014 registrovaná populace stoupla o 7,3 %.
| Rok            | 1982 | 1983 | 1985 | 1986 | 1987 | 1988 | 1989 | 1990 | 1991  | 1992  | 1993  | 1994  | 1995  | 1996 | 1997  | 1998  | 1999  | 2000  |
| -------------- | ---- | ---- | ---- | ---- | ---- | ---- | ---- | ---- | ----- | ----- | ----- | ----- | ----- | ---- | ----- | ----- | ----- | ----- |
| Počet obyvatel | 438  | 393  | 608  | 661  | 749  | 773  | 828  | 958  | 1 190 | 1 210 | 1 140 | 1 120 | 1 130 | 994  | 1 030 | 1 030 | 1 050 | 1 060 |

| Rok            | 2001  | 2002  | 2003  | 2004  | 2005  | 2006  | 2007  | 2008  | 2009  | 2010  | 2011  | 2012  | 2013  | 2014  |
| -------------- | ----- | ----- | ----- | ----- | ----- | ----- | ----- | ----- | ----- | ----- | ----- | ----- | ----- | ----- |
| Počet obyvatel | 1 030 | 1 060 | 1 097 | 1 152 | 1 212 | 1 314 | 1 322 | 1 315 | 1 433 | 1 447 | 1 514 | 1 632 | 1 653 | 1 773 |